# Lód II

Diagram fazowy wody w szerokim zakresie ciśnień

Lód II – trygonalna odmiana lodu, stabilna w pośrednim zakresie ciśnień (około 200-620 MPa) i temperaturze poniżej -24,3 °C.

## Charakterystyka
W krysztale takiego lodu wszystkie cząsteczki wody są połączone wiązaniami wodorowymi z czterema innymi. Wiązania wodorowe są w nim uporządkowane przestrzennie. Lód ten powstaje w wyniku kompresji zwykłego lodu heksagonalnego (Ih) do 300 MPa w temperaturze 198 K (-75 °C), bądź przez obniżenie ciśnienia w lodzie V w temperaturze 238 K (-35 °C). Gęstość takiego lodu jest większa od gęstości ciekłej wody i równa 1,16 g/cm³; względna przenikalność elektryczna jest znacznie mniejsza niż dla lodu heksagonalnego i równa 3,7.
Lód II ma punkty potrójne z lodem Ih i  lodem III (-34,7 °C, 212,9 MPa), lodem III i lodem V (-24,3 °C, 344,3 MPa) oraz lodem V i lodem VI (oceniany na -55 °C, 620 MPa). Może istnieć jako forma metastabilna poniżej ~100 K w ciśnieniu pomiędzy ciśnieniem normalnym a ~5 GPa. W ciśnieniu normalnym, w temperaturze powyżej 160 K (-113 °C), zachodzi nieodwracalna przemiana fazowa w lód Ic.

## Występowanie
Prawdopodobnie występuje naturalnie we wnętrzach dużych lodowych księżyców krążących wokół planet-olbrzymów, takich jak Ganimedes, nie występuje natomiast naturalnie na Ziemi.